# Peter Emil Recher
Peter Emil Recher (* 29. Juni 1879 in Heilbronn; † 26. Mai 1948 in Urfeld) war ein deutscher Lithograf und Maler. 

## Leben
Von Recher stammen zahlreiche vom Impressionismus beeinflusste Landschaftsbilder, die die alpine Bergwelt der Schweiz und Bayerns darstellen.
Recher wurde als Sohn eines Schweizers und einer Badenerin geboren. Nach dem Abschluss der Schule absolvierte er zunächst eine Ausbildung zum Lithografen. Ab 1904 studierte er an der Akademie der bildenden Künste in Stuttgart.
Studienreisen führten ihn durch zahlreiche Länder in West- und Südeuropa sowie Nordafrika. Schließlich ließ er sich in Lissabon nieder. Dort wurde er an der Escola Academica 1910 zum Professor berufen.
Nach drei Jahren kehrte Recher wieder nach Deutschland zurück und ließ sich als freischaffender Maler in Urfeld am Walchensee nieder. Dort lernte er Hermine Kellermann, die Tochter des Akademieprofessors und Hofpianisten Berthold Kellermann, kennen. Beide heirateten am 7. Juli 1914. Von 1915 bis 1919 lebte das Paar in München und ging schließlich nach Feldbach am Zürichsee.